# ۵۰۴ کینگ
۵۰۴ کینگ (انگلیسی: 504 King) (304 کینگ در طول دوره‌های شبانه) یک مسیر تراموا شرق به غرب سیستم تراموای تورنتو در انتاریو، کانادا است. این خیابان کینگ (تورنتو) در مرکز شهر تورنتو و همچنین خیابان خیابان برادویو در انتهای شرقی و خیابان رونسسوالس در انتهای غربی خط قرار دارد.